# Пратто, Лукас
Лукас Давид Пратто (исп. Lucas David Pratto; 4 июня 1988, Ла-Плата) — аргентинский футболист, нападающий клуба «Велес Сарсфилд». Выступал за сборную Аргентины.

## Биография
Лукас Пратто начал играть в футбол в 5 лет в родной Ла-Плате. Затем он играл в молодёжных командах «Эстудиантеса» и «Химнасии и Эсгримы». В возрасте 14 лет он играл в девятом, восьмом и седьмом дивизионе в клубе «Дефенсорес де Камбасерес». В 15 лет Пратто, по рекомендации брата Мартина Палермо, попал в клуб «Бока Хуниорс». В первом же сезоне он стал лучшим бомбардиром молодёжной команды, выступавшей в 5 дивизионе чемпионата Аргентины, забив 20 голов. Также он вызывался в первый состав Мигелем Анхелем Руссо, но так и не дебютировал в основе.
На следующий год футболист был арендован «Тигре», в составе которой дебютировал 16 сентября 2007 года в матче с «Сан-Лоренсо», выйдя на замену на 67 минуте встречи. В первом сезоне футболист больше времени проводил на скамье запасных, но во втором, в связи с уходом Эсекиля Ласаро, стал чаще выходить на поле. 23 мая 2008 года Лукас забил свой первый мяч на профессиональном уровне, поразив ворота «Сан-Мартина».
В августе 2008 года Пратто, на правах аренды, перешёл в норвежский «Люн». В этот клуб аргентинец попал благодаря скауту Терье Ливерёда, норвежца, работавшего а Аргентине. 15 августа он дебютировал в составе команды в матче Кубка Норвегии с «Мольде» (1:3). В чемпионате Пратто также дебютировал во встрече с Мольде, более того, в той же встрече он забил свой первый мяч за клуб, который также проиграл 1:3. Всего в составе «Люна» Лукас провёл 25 матчей и забил 7 голов.
По окончании сезона Пратто вернулся в «Боку». Главный тренер команды, Альфио Басиле ввёл его в основной состав. В матче с «Индепендьенте» Лукас дебютировал в составе команды, проигравшей матч 1:2. Также футболист сыграл и в следующей игре с «Ураканом» (1:1). 3 января 2010 года Пратто был арендован клубом второго аргентинского дивизиона «Унион» из Санта-Фе.
28 июня 2010 года Пратто перешёл в чилийский клуб «Универсидад Католика». 24 июля он дебютировал в составе команды в матче с «Эвертоном», в которой забил гол, а встреча завершилась вничью 1:1. В своём первом сезоне футболист часто критиковался за низкий уровень игры, однако ближе к концу чемпионата несколько важных забитых им голов, в частности с «Универсидад де Чили» и «Кобрелоа», позволили сменить гнев болельщиков на милость. После победы над «Эвертоном» со счётом 5:0 Универсидад Католика стал чемпионом страны. В следующем году после гола в четвертьфинале Кубка Либертадорес, принёсшего клубу победу над «Гремио», «Бока» объявила, что готова продать принадлежащие ей 80 % прав на футболиста за 2 млн долларов. 12 июня 2011 года Пратто провёл последний матч за «Универсидад», в котором его клуб победил 4:1.
7 июля 2011 года Пратто перешёл в итальянский клуб «Дженоа», заплативший за трансфер игрока 3 млн евро. Он сказал: «Малезани использует схему, которая прекрасно подходит под мои характеристики. Я способен играть не только в линии нападения, поскольку мои партнеры по новой команде позволяют мне много перемещаться, открывая свободные зоны, в которые я с удовольствием люблю открываться. Это прекрасная возможность, и я намерен использовать её для улучшения своей производительности».
В 2018—2020 годах выступал за «Ривер Плейт». В первый же год завоевал со своей командой Суперкубок Аргентины и Кубок Либертадорес. В финале последнего турнира отметился голами в ворота «Боки Хуниорс» в обоих матчах.

## Достижения
- Чемпион Аргентины (2): 2012 (Инисиаль), 2012/13
- Обладатель Суперкубка Аргентины (2): 2014, 2018
- Чемпион Чили (1): 2010
- Вице-чемпион Бразилии (1): 2015
- Финалист Кубка Бразилии (1): 2016
- Обладатель Кубка Либертадорес (1): 2018
- Финалист Кубка Либертадорес (1): 2019